# 抜萃男書院
抜萃男書院（ばっすいだんしょいん、英語：Diocesan Boys' School、略称：DBS、公用語表記：拔萃男書院）は、香港・旺角に所在する私立中等教育機関（香港の中高一貫校）。1869年に設立され、香港で最も古い歴史を誇る学校の一つで、知名度の高い学校である。 香港中学文憑（DSE)、国際バカロレア（IB) などの大学入学資格試験の合格者、成績優秀者（状元）を多数出す名門校として知られる。
運動（競泳、陸上競技など）、音楽分野で活躍、香港市内大会から全国、世界に至るまで良い成績を収めている。

## 概要
生徒数は各学年約200名となっている。六年制。初級中学（中１から中３）は９クラスに分かれ、高級中学（香港では中４から中６、日本の高校と同じ）は IB (国際バカロレア）クラスを除いて６クラスに分かれている。

## 沿革

### 開校初期
1860年、ビクトリア州司教区と極東女性教育振興協会（the Society for the Promotion of Female Education in the Far East、FES）は、香港の英国国教会に所属する女子校である曰字樓女館を、ビクトリア教区との提携の元に設立し、ロビンソン総督夫人が後援者となった。
最初の年次報告によると、学校設立の目的は「現地の女子にキリスト教教育を提供すること」だった。校舎は、ボンハム・ロードの水田に囲まれた場所に建つ小さなコンクリートの建物で、教育、寄宿生活等、キャンパスでのすべての活動は、この校舎で行われた。
間も無く、学校は存続の危機に直面する。第二次アヘン戦争による反英感情の高まりから、現地の住民は自分の娘に英語を習わせたくなかったのだ。学校は一旦閉鎖され、「ディオセサン女子学校」（Diocesan Female School）として再開したが、経営状況は依然として苦しいものだった。 1868年、チャールズ・リチャード・アルフォード司教は学校を直接の監督下に置いた。

### 第二期

#### 19世紀
1869年1月30日、市民からの支持を得るため、アルフォード司教は学校に男子も受け入れ、孤児院とすることを発表した。市民はこれを歓迎した。その年の9月に「ディオセサンの家と孤児院」（The Diocesan Home and Orphanage）が設立され、性別・国籍を問わず、あらゆる児童が受け入れられた。児童には衣食住を提供するだけでなく、英国国教会の教えに基づいてキリストの誠実さや勤勉な生活についての教育も行われた。
1870年7月、ギャリソンスクール (The Garrison School) のウィリアム・アーサー氏が校長に、アーサー夫人が寮母に任命された。
1878年、学校は、香港教育省により、助成金制度下の学校の一つとしてリストされた。
1878年3月、アーサー氏が辞任した後、バードン司教は今後男子生徒の募集をやめ、学校をFES下に置くことを提案した。同年7月には、学校の名誉財務部長であるウィリアム・ベスウィック氏からの圧力を受け、この提案を取り下げたものの、バードン司教は同じキャンパス内に男子と女子を寄宿させるのは不適切だと考えていた。
1878年11月1日、当時政府中央学校の校長だったジョージ・ピアシー氏が新しい校長に任命された。ピアシー氏は生徒の学業に焦点を当て、学校はケンブリッジおよびオックスフォードの地方試験奨学金制度で満足のいく結果を残った。
1879年5月31日、学校委員会は女子生徒の寄宿生としての受け入れ中止を決議した。
1891年、学校は「ディオセサン学校および孤児院」（The Diocesan Boys’ School and Orphanage）と改名されました。 1892年、残りの女子生徒たちはフェアリーガールズスクール（Fairlea Girls’ School ー協恩中学の前身）に転校し、学校は男子校となった。

#### 20世紀初頭
1902年、学校は「抜萃男書院（ディオセサン男子校および孤児院）」と改名された。1917年、ピアシー氏は引退し、後継者であるウィリアム・フェザーストーン氏が1918年から1931年まで校長を務めた。フェザーストーン氏は、監督生制度、ハウス制度、スピーチデーなどを導入し、また、学校をボンハム・ロードからモンコクの丘に移した。1926年に新校舎は完成したが、1927年2月から一年間イギリス軍が学校を病院として使用すると共に、建設の最終段階に協力した。フェザーストーン氏は1930年に辞任した。
1937年、盧溝橋事件が起きると、抜萃男書院は中国国民党への支持を表明。 1938年1にはクリストファー・サージェント牧師の許可の下、国民党政府のために資金を集める靴磨きクラブが組織され、メンバーは、教師や学生の靴を磨くために香港島と九龍中を奔走した。 1939年、日系台湾人学生が首席監督生に選ばれると、学校でストライキが実施された。
1941年からの日本による香港占領期には、当時の校長、ジェラルド・グッドバん氏を含め、ほとんどの学校スタッフが強制収容所に送られ、学校は日本軍の軍事病院に転用された。

#### 第二次大戦後
日本は1945年8月に降伏したが、学校は最後の日本軍兵士が捕虜になる11月まで、憲兵隊の管理下にあった。
1946年3月21日、上級教師であるJ. L. ヤングサイ氏が学校を再び運営することとなり、オズワルド・チャン氏とB・J・モンクス氏は、校長代行の役職を引き継いだ。グッドバン氏が1947年11月19日にイギリスから戻り、校舎の改修工事がクリスマス休暇中に始まった。
1949年、グッドバン氏は、ピアシー・チャレンジ・シールドの設立とともに、元校長にちなんで名付けられた新しいハウス制度を導入した。
1950年代初頭、体育館、カーネギーホール（破壊された体育館の横にあった古い美術室）、科学棟の建設計画が提案された。
1955年、初めて香港出身の卒業生であるジョージ・ジムマーン（またの名をジョージ・シェ(施玉麒)）牧師が次期校長に任命された。彼は校長として貧しい家庭の生徒を歓迎し、学校内での中国語の使用を支持するなどの変革を行なった。また、1955年には GardenFête も導入した。
その後、スペース不足を理由に、初等教育クラスを中止し、完全に新しい小学校、ディオセサン・プレパラトリー・スクールが設立されることとなるが、実現したのは1969年になってからであった。
1961年にジェームズ・ローコック氏が校長になると、学校はスポーツの盛んな時代に入った。現職の教師であった経験に基づき、彼は学校行政の効率化を進め、より多くの教師を指定された職務を持つポストに任命した。
1983年、ジャクランド・ライ（黎澤倫）氏がローコック氏の後を引き継ぎ、校長となった。彼の下で、学校は、スポーツ、音楽、朗読、討論、演劇、その他の競技で数々の賞を受賞しており、課外活動が大いに発展した。さらに、LL教室とデモンストレーション・ルームが設置され、電気設備や警報装置は改修され、校舎の壁も新たに塗装され、学校設備全体がコンピューター化された。 2000年、ライ氏は引退し、卒業生の張灼祥氏が校長に就任した。

## 国際バカロレア（IB）
香港における数少ない国際バカロレア認定校の一つであり、2009年から国際バカロレアディプロマコースを導入し、国際バカロレア修了資格を目標とした１年間（高校1年）にわたる予備プログラム (Bridging Programme) と2年間（高校2年から3年）にわたるディプロマプログラムに分かれ、三年制。生徒数は各学年約65人。
予備コースは校内の高校１年生60人（中３の期末から校内で入学申請可能）と、外部からの入学者約5名によって構成される。

### 教育内容
国際バカロレアディプロマプログラム (IBDP) に則して、生徒は6つの教科グループから1科目ずつ選択する枠組みとなっている。現在抜萃男書院IB学部で提供されており、生徒が選べる科目一覧
| 教科グループ | 教科グループ         | 科目               | 科目     |
| 1            | 言語と文学、言語習得 | 英語               | 必修科目 |
| 2            | 言語と文学、言語習得 | 中国語、フランス語 | 選択科目 |
| 3            | 個人と社会           | 経済、歴史、心理学 | 選択科目 |
| 4            | 理科                 | 物理、化学、生物   | 選択科目 |
| 5            | 数学                 | 数学               | 必修科目 |
| 6            | 芸術                 | 音楽、美術         | 選択科目 |

### 実績
2018年に平均点41点で世界3位、 2019年に平均点40.3点で世界8位となった。（満点45/45獲得生徒数2018年に８名、2019年に６名）